# Чатуга (окръг, Джорджия)
Окръг Чатуга (на английски: Chattooga County) е окръг в щата Джорджия, Съединени американски щати. Площта му е 813 km², а населението - 26 442 души. Административен център е град Самървил.